# Tromperie
Tromperie (deutscher TV-Titel Täuschung; internationaler englischsprachiger Titel Deception) ist ein Filmdrama von Arnaud Desplechin, das im Juli 2021 bei den Internationalen Filmfestspielen von Cannes seine Premiere feierte, wo der Film in der Sektion Cannes Première gezeigt wurde. In Deutschland wurde der Film erstmals am 14. Februar 2024 auf Arte unter dem Titel Täuschung ausgestrahlt.

## Handlung
London im Jahr 1987. Philip ist ein berühmter amerikanischer Schriftsteller, der im Londoner Exil lebt. Seine Geliebte besucht ihn regelmäßig in seinem Büro, einem Zufluchtsort für die beiden Liebenden. Sie lieben sich hier, sie streiten, sie versöhnen sich und reden stundenlang, über die Frauen, die sein Leben prägen, über Sex, Antisemitismus und Literatur.

## Produktion

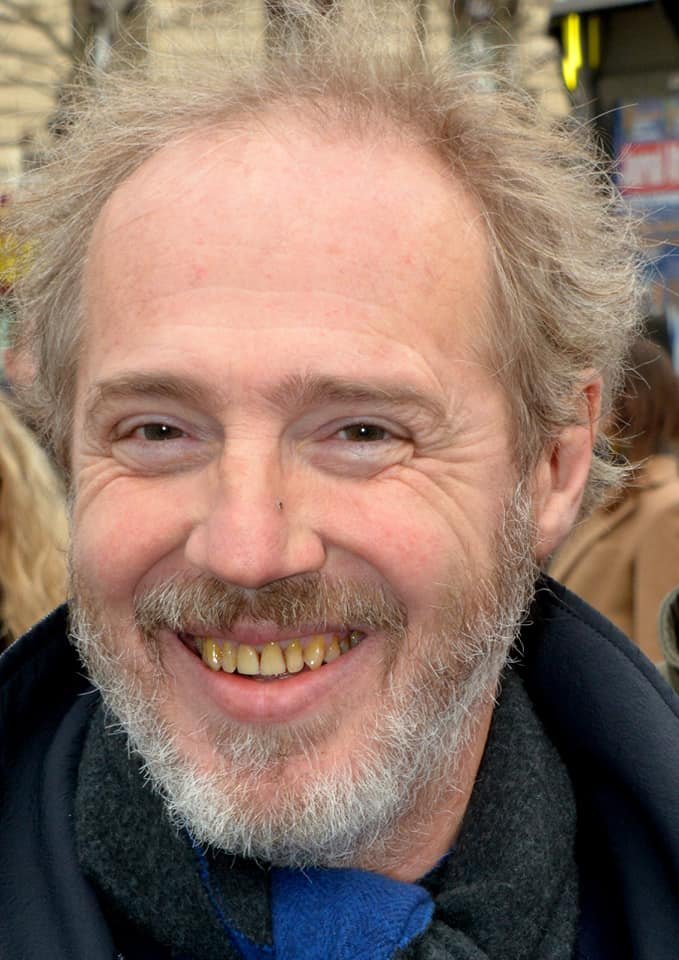
Regie führte Arnaud Desplechin

Der Film basiert auf dem Roman Deception von Philip Roth aus dem Jahr 1990. Darin führt ein Mann namens Philip, ein offensichtlicher fiktiver Doppelgänger des Schriftstellers, längere Gespräche mit mehreren Frauen, darunter seiner Ehefrau und seiner Geliebten. Regie führte Arnaud Desplechin.
Die Dreharbeiten fanden im September 2020 statt. Als Kameramann fungierte Yorick Le Saux.
Die Filmmusik komponierte Grégoire Hetzel.
Die Premiere erfolgte am 13. Juli 2021 bei den Internationalen Filmfestspielen von Cannes, wo der Film in der Sektion Cannes Première gezeigt wurde. Im Oktober 2021 wird er beim Busan International Film Festival vorgestellt. Ende Februar, Anfang März 2022 wurde er beim Internationalen Film Festival in Belgrad vorgestellt, hiernach bei dem von Unifrance und „Film at Lincoln Center“ gemeinsam organisierten „Rendez-Vous With French Cinema“ in New York.